# بلدغ إنجليزي قديم
البُلدُغ الإنجليزي القديم سلالة منقرضة من الكلاب. ظهرت في إنجلترا حوالي القرن السابع عشر أو القرن الثامن عشر، وتعتبر هذه السلالة سلف العديد من سلالات الكلاب القوية والمقاتلة التي لا تزال موجودة حتى اليوم بما في ذلك البلدغ والبلدغ الأمريكي. تميزت هذه السلالة بالقوة والشجاعة والرشاقة وببنيتها العضلية القوية وفكها السفلي الكبير، واستخدمت في القتال وصيد الثيران في لندن إلا أن توقف أستخدامها نتيجة صدور قانون حماية الحيوانات في عام 1835. 